# أليكس عازار
أليكس مايكل عازار الثاني (بالإنجليزية: Alex Michael Azar II)‏ هو سياسي و‌محامي و‌رجل أعمال وخبير أدوية أمريكي ولد في يوم 17 يونيو 1967 في بلدة جونستاون في بنسلفانيا لعائلة من أصول لبنانية، سبق وأن شغل منصب وزير الصحة والخدمات الإنسانية في الولايات المتحدة وذلك بعدما رشحه دونالد ترامب لهذا المنصب بعد استقالة توم برايس وقد تمت الموافقة على تعيينه في مجلس الشيوخ بعد حصوله على موافقة 55 عضو مقابل رفض 33 عضو آخر.

## النشأة
وُلد عازار في 17 يونيو 1967، في جونستاون، بنسيلفانيا، ابن ليندا (زاريسكي) وأليكس مايكل عازار. والده طبيب عيون متقاعد مارس طب العيون في سالزبوري بولاية ماريلند لأكثر من 30 عاماً، ودرّس في مستشفى جونز هوبكنز. هاجر جده من لبنان في أوائل القرن العشرين.
التحق عازار بمدرسة باركسايد الثانوية في سالزبوري بولاية ماريلند حيث تخرج عام 1985. حصل على بكالوريوس الآداب. حاصل على درجة امتياز مع مرتبة الشرف في العلوم السياسية و‌الاقتصاد من كلية دارتموث عام 1988. كان ينتمي إلى أخوية كابا كابا كابا. حصل على درجة الدكتوراه في القانون من كلية ييل للحقوق في عام 1991، حيث عمل كعضو في اللجنة التنفيذية لمجلة مجلة ييل لو.

## الحياة الشخصية
عازار هو أنطاكي أرثوذكسي مسيحي و‌أسقفي سابقاً. وهو من أصول لبنانية وأوكرانية وإنجليزية وسويسرية، وكان يعيش قبل ترشيحه في إنديانابوليس مع زوجته وطفليه. خدم عازار لمدة عامين في مجلس إدارة شركة إتش أم إس القابضة. وهو حالياً عضو في مجلس إدارة المجلس الأمريكي لألمانيا، حيث يشغل منصب رئيس لجنة التخطيط الاستراتيجي، و‌أوركسترا إنديانابوليس السيمفونية.
عمل سابقاً في مجلس إدارة مجلس قيادة الرعاية الصحية، حيث كان أمين الصندوق؛ الرابطة الوطنية للمصنعين؛ وهيئة مطار إنديانابوليس الدولي، حيث كان رئيساً للجنة الموارد البشرية.
عازار جمهوري وساهم في حملات مايك بنس، ميتش ماكونيل، أورين هاتش، لامار ألكسندر، جيب بوش، و‌دونالد ترامب وفقاً لمركز السياسة المستجيبة.